# Tim Roemer
Timothy John Roemer, född 30 oktober 1956 i South Bend i Indiana, är en amerikansk diplomat och politiker (demokrat). Han var ledamot av USA:s representanthus 1991–2003.
Roemer tjänstgjorde som USA:s ambassadör i Indien 2009–2011.